# Santiago Rodríguez (football)
Pour les articles homonymes, voir Santiago Rodríguez (homonymie) et Rodríguez.
Santiago Rodríguez, né le 8 janvier 2000 à Montevideo en Uruguay, est un footballeur uruguayen jouant au poste de milieu offensif au Botafogo FR en Série A Brésilienne.

## Biographie

### En club
Natif de Montevideo en Uruguay, Santiago Rodríguez est formé par l'un des clubs de la capitale uruguayenne, le Club Nacional où il arrive à l'âge de neuf ans. Il signe son premier contrat professionnel le 24 juillet 2018. Il débute en professionnel le 4 février 2019, lors d'un match de Supercopa Uruguaya contre le CA Peñarol. Ce jour-là les deux équipes font match nul un partout, avant de se départager aux tirs au but, séance qui permet au Nacional de s'imposer. Il inscrit son premier but en professionnel, lors d'un match de championnat face au Plaza Colonia le 24 mars 2019. Cette rencontre se solde par la victoire du Nacional sur le score de trois buts à zéro. Il prolonge avec son club formateur de trois saisons le 9 mai 2019.
En 2019 il devient Champion d'Uruguay avec le Club Nacional.
Le 9 juin 2021 il est prêté au New York City FC. Il joue son premier match pour le club lors d'une rencontre de MLS le 20 juin 2021 face au Revolution de la Nouvelle-Angleterre. Il entre en jeu à la place d'Alfredo Morales et son équipe s'incline par trois buts à deux. Retourné au Montevideo City Torque à l'issue de son prêt de deux ans, il joue une partie face au Danubio FC en février 2023 avant de s'engager définitivement au NYCFC le 3 mars 2023, signant un contrat de cinq ans avec la franchise new-yorkaise.
Le 22 février 2025, Santiago Rodríguez signe un contrat de trois ans avec l'équipe Brésilienne de Botafogo.
Il joue son premier match pour Botafogo le 30 mars 2025, lors de la première journée de la saison 2025, face à la SE Palmeiras. Il entre en jeu et les deux équipes se neutralisent (0-0 score final).

### En équipe nationale
Santiago Rodríguez représente l'équipe d'Uruguay des moins de 17 ans, il joue sept matchs entre 2016 et 2017.
Avec les moins de 20 ans, il participe à la Coupe du monde des moins de 20 ans organisée en Pologne. Lors du mondial junior il joue trois matchs, tous en tant que titulaire. Les Uruguayens s'inclinent en quart de finale face à l'Équateur. Il joue au total cinq matchs avec cette sélection, tous en 2019.

## Palmarès
Club Nacional
- Champion d'Uruguay en 2019.

 New York City FC
- Vainqueur de la Coupe MLS en 2021.
- Vainqueur de la Campeones Cup en 2022.